# 卡萝勒·蒙蒂耶
卡萝勒·蒙蒂耶（法語：Carole Montillet，1973年4月7日—），法国女子高山滑雪运动员。她曾代表法国参加1998年、2002年和2006年冬季奥林匹克运动会高山滑雪比赛，获得一枚金牌。